# Stazione di Fujū
La stazione di Fujū (藤生?, Fujū-eki) è una stazione ferroviaria situata nella città di Iwakuni, nella prefettura di Yamaguchi in Giappone. Si trova lungo la linea principale Sanyō della JR West. A partire da questa stazione, fino a quella di Shimonoseki è assente il supporto alla bigliettazione elettronica ICOCA.

## Linee e servizi
JR West
■ Linea principale Sanyō

## Caratteristiche
La stazione è dotata di due marciapiedi laterali con due binari non numerati in superficie collegati da sovrappassaggio.
| 1 | ■ Linea principale Sanyō | per Yanai e Tokuyama    |
| 2 | ■ Linea principale Sanyō | per Iwakuni e Hiroshima |

## Stazioni adiacenti
| «                      | Servizio               | »                      |
| Linea principale Sanyō | Linea principale Sanyō | Linea principale Sanyō |
| ---------------------- | ---------------------- | ---------------------- |
| Minami-Iwakuni         | Locale                 | Tsuzu                  |